# 戴夫·布拉特
戴夫·布拉特（David Alan "Dave" Brat；1964年7月27日—）是美國的一位經濟學家和政治人物。

## 生平
自2015年開始，布拉特是維吉尼亞州第七選舉區選出的美國眾議院議員。他的黨籍是共和黨。布拉特在2014年6月10日的共和黨內初選中擊敗了眾議院多數黨領袖埃瑞克·康特，爆出了一大冷門。

## 选举

### 2018美国众议院竞选
布拉特在2018年竞逐第三个任期，对抗亨利科本地人，前中情局官员阿比盖尔·斯潘伯格。 此选举被无党派的库克政治报告评为"安全共和党"，直到2017年10月13日，库克将其评级更新为"可能共和党"。2018年2月8日，该评级被改为"倾向共和党"，到2018年7月7日，该选举被评为"不分雌雄"。
在一场2018年10月的辩论中，布拉特试图将斯潘伯格描述成一位南希·佩洛西的信徒。布拉特三番五次地提到佩洛西，以至于开始引起观众哄笑。根据华盛顿邮报，保守估计是他提了佩洛西25次。
布拉特最终以48.4%比50.4%的票数输给了斯潘伯格，原因很大程度在于在传统共和党强势地区，里奇蒙郊区的亨利科和切斯特菲尔德县发生的巨大转变。布拉特赢得了选区中7个县中的5个，但斯潘伯格在亨利科和切斯特菲尔德以总计30,827票之差淹没了他——总票差6,784票的五倍。